# Petr Ritter
Petr Ritter (* 20. ledna 1950 Olomouc) je český právník, prozaik a scenárista.

## Život
Petr Ritter se narodil v roce 1950 v Olomouci, kde žije celý dosavadní život. Oba jeho rodiče byli za druhé světové války vězněni v koncentračních táborech a následně byli šikanováni i komunistickým režimem. Petr Ritter přesto v období uvolnění vystudoval gymnázium v Olomouci a v roce 1968 se dostal i na Právnickou fakultu Univerzity Karlovy.
Zde se seznámil se svým budoucím spoluautorem a společníkem Zdeňkem Šťastným. Prožili spolu pět let studií, zapojili se do studentských protestů, účastnili se vysokoškolské stávky v roce 1969 i pohřbu Jana Palacha. Promovali v roce 1973 a společně nastoupili do advokátní poradny v Olomouci. V roce 1990 založili společnou Advokátní kancelář Ritter-Šťastný.
Od počátku sedmdesátých let Petr Ritter hrál na kontrabas a psal písňové texty ve folkové skupině Severní hvězdy. Roku 1973 do ní přivedl i Zdeňka Šťastného jako hráče na bicí. Spolu psali komponované pořady a konferovali. Koncem sedmdesátých let byla skupina úspěšná na festivalech, natočila několik skladeb v Českém rozhlase. První svoji knížku Petr Ritter napsal společně se Zdeňkem Šťastným na počátku 80. let; byla o právnických studiích v Praze na přelomu 60. a 70. let, ovšem kvůli cenzuře v té době nemohla vyjít.
V roce 1980 se Petr Ritter oženil s Dagmar roz. Škůrkovou. Jednalo se o dvoj-svatbu opět společně se Zdeňkem Šťastným. V roce 1993 se Petru Ritterovi narodili synové David a Matyáš. Oba dnes pracují v Advokátní kanceláři Ritter-Šťastný.
V roce 1989 se Petr Ritter společně se Zdeňkem Šťastným angažovali v Občanském fóru a takzvanou „Olomouckou výzvou“ výrazně přispěli k privatizaci advokacie, když v prosinci 1989 písemně oslovili všechny tehdejší advokáty s apelem na urychlenou transformaci advokacie ze státní na privátní. Díky tlaku této iniciativy byl ve spojení s  aktivitami dalších kolegů (JUDr. Čermáka, JUDr. Šolce, JUDr. Burešové) za jejich účasti formulován a přijat nový zákon o advokacii. Už 1. července 1990 tak vznikla nezávislá samosprávná Česká advokátní komora. Petr Ritter a Zdeněk Šťastný se poté podíleli i na dikci prvního polistopadového advokátního tarifu a následně po několik volebních období zasedali v samosprávných orgánech advokátní komory.
V devadesátých letech Petr Ritter společně se Zdeňkem Šťastným pomohli zabránit dalšímu drobení republiky vyvoláním podpisové akce „Prohlášení mlčících Moravanů“. Oba se v téže době rovněž přispěli k obnovení Právnické fakulty Univerzity Palackého v Olomouci. V roce 1994 se Petr Ritter se Zdeňkem Šťastným spolupodíleli na založení Nadace bezpečná Olomouc zabývající se prevencí kriminality.
V roce 2019 vstoupil Petr Ritter spolu se Zdeňkem Šťastným v soutěži Právník roku pořádané Českou advokátní komorou, společností epravo.cz ve spolupráci s Ministerstvem spravedlnosti České republiky a dalšími právnickými profesními komorami a sdruženími v oblasti práva do Právnické síně slávy.

## Dílo
V literatuře Petr Ritter debutoval rovněž společně se Zdeňkem Šťastným. V roce 1985 románem Advokát ex offo a následně v roce 1987 sbírkou čtyř povídek Biliáry. Až na později přepracovanou prvotinu vydanou v roce 2010 pod názvem Studovali práva a sbírku autorských pohádek další knihy již psal Petr Ritter samostatně. Veškerá Ritterova literární tvorba je inspirována převážně zkušenostmi z právní, zejména advokátní praxe a vyznačuje se společensko-kritickým tónem, ironií i černým humorem. Dalším jejich důležitým rysem je dialogičnost, nabádající k televizním, či filmovým adaptacím.

### Romány
- Advokát ex offo (1986, napsáno se Zdeňkem Šťastným) – příběh o kariérním úspěchu a morálním úpadku mladého advokáta. Trojdílné filmové zpracování 1988, režie Alois Müller.
- Chybná diagnóza (1987, čestné uznání nakladatelství Mladá fronta) – reflektuje dopad zákonů na mezilidské vztahy a etický přesah práva; zabývá se také tematikou justičních omylů. Dvoudílné filmové zpracování 1990, scénář Václav Šašek, režie Jiří Adamec.
- Na hraně (1989) – autor ustupuje od čistě právních témat a stále častěji nahlíží do lidského svědomí. Tento román zobrazuje životní následky individuálního rozhodnutí.Filmové zpracování 1996, scénář Václav Šašek, režie Jaroslav Dudek.
- Protipopravčí četa (1992) – kniha se zabývá tématem absolutního trestu.
- Wirth versus stát (2010) – hlavním hrdinou románu je advokát, který se již několik let snaží vyřídit restituci po svých předcích, z nichž většina zahynula v koncentračním táboře. Autor zobrazuje problémy dnešní justice, ale také se vrací do komunistické, nacistické i předválečné minulosti.
- Studovali práva (2010, napsáno se Zdeňkem Šťastným) – humoristický román o dvou studentech práv, Davidovi a Jakubovi, kteří musejí čelit univerzitním profesorům, ale také povinnosti vést společensky náročný studentský život.
- Brodyho testament (2014) – generační román z trampského prostředí inspirovaný skutečnými událostmi druhé poloviny dvacátého století.
- Proces se soudci Alvina Karra (2015) – na půdorysu jediný den trvajícího soudního procesu o případu vraždy autor rozehrává drama, v němž vyjadřuje svou skepsi k soudní spravedlnosti.
- Vina soudce Brennera (2016) – na příběhu stárnoucího soudce autor rozvíjí úvahy o dopadech starých, zdánlivě dávno zapomenutých vin.
- Zde žili (2017) – rozsáhlý román zabývající se dramatickou až detektivní formou ideologickými deformacemi lidského myšlení v průběhu posledních sta let české historie.
- Kniha moci a elegantních nevěstek (2018) – v knize kombinující grotesku a politický scifi thriller autor zjevuje své obavy z budoucnosti světa plného chorobných ctižádostí plodících stále nové nejistoty.
- O dětech žen a mužů (2020) - dramatickou formou napsaný román zkoumající témata moci, peněz, rodiny a politiky sledující zastřenou kriminální linku a směřující k cynické a současně milosrdné pointě.
- Mimo záznam (2021) - psychologická novela o zločinu a zneužívání moci, v jejímž středu stojí Marian Korbel první muž státu, egoistický kariérista uvyklý v honbě za úspěchem spáchat třeba i skrytý zločin, včetně vraždy.

### Povídky
- Biliáry (1987, napsáno se Zdeňkem Šťastným) – čtyři povídky zaměřené na postavy z periferie. Povídka Biliár Bedřicha Mikuláše ze souboru Biliáry byla televizně zinscenována pod názvem Bude řeč o penězích (1988, scénář Václav Šašek, režie Milan Růžička).
- Přátelé, to si poslechněte (2012) – sbírka 31 povídek z prostředí Olomouce. Autor kriticky hodnotí nejen postavy z justičního prostředí, ale také politiky, úředníky, novináře, podnikatele, nebo osoby z periferie společnosti. Dotýká se témat korupce, problémů právního systému a popisuje dnešní mezilidské vztahy.
- a poslední přišel kat (2013) – kniha tří novel na téma smrti. Násilné, náhodné a toužebně vyhlížené. Pro děti a mládež
- Pečeť pro krále (1999, napsáno s manželkou Dagmar Ritterovou, ilustrace Jana Svobodová) – soubor čtyř humorných pohádek.
- Jak to bylo dál (2012, napsáno s Dagmar Ritterovou, ilustrace Dagmar Berková) – jak napovídá název, kniha rozvíjí otázku, co se děje po šťastném konci.
- Stolní společnost (2019) - knížka drobných mini příběhů a aforismů.

### Scénáře
- Preference (1987, režie Alois Müller) – děj se odehrává na horské chatě, kam se přenáší soudní spor dvou přátel o nejasném případu znásilnění.
- To se ti povedlo, tatínku (1987, režie Alois Müller) – krátká komedie o despotickém otci.
- Advokát ex offo (1988, napsáno se Zdeňkem Šťastným, režie Alois Müller)